# Søren Bugge
Søren Bugge, född den 20 mars 1721 i Kristiania (nuvarande Oslo), död den 9 november 1794, var en norsk präst, far till biskop P.O. Bugge. 
Bugge blev student från Kristiania skola 1739 och avlade teologisk examen i Köpenhamn 1743. Han var 1745-50 kateket vid barnhuset i Kristiania och slöt sig vid denna tid till Brödraförsamlingen, som han sedan aldrig lämnade. År 1750 blev han personlig kaplan i Holt, där han förblev till 1767, då han blev sognepræst till Vanse, ett ämbete, han 1761 hade fått i survivans efter att en tid ha skött sognepræstämbetet vid Vor Frelsers Kirke på Christianshavn. År 1780 blev han prost i Lister. Prostsysslan nedlade han sommaren 1790 på grund av ålderdomssvaghet. Kort efteråt blev han på en av hans son, ovannämnde P.O. Bugge, ingiven ansökan utnämnd till sognepræst i Øjestad, där han också 1792 kunde överta prostsysslan i Nedenæs, då där inte var sjöresor. Han dog efter en välsignelsebringande verksamhet och har gått till historien som en av 1700-talets frommaste präster i den norska kyrkan. Han utgav 1760-63 några teologiska och uppbyggliga småskrifter av gammaldag ortodox karaktär, och från Vanse inlämnade han några förslag beträffande lanthushållning, alltid ivrande för församlingens bästa. Han var gift med Gidsken Edvardine, född Røring (död den 18 juni 1793), dotter till sorenskriver Edvard Røring  (död 1731) och Gidsken Leth (död 1727), syster till poeten Edvard Storms och bröderna J. E. och Christian Colbiørnsens mödrar.